# Tematai Le Gayic
Tematai Le Gayic [temataʔi ləgajik], né le 11 octobre 2000 à Papeete (Polynésie française), est un homme politique français élu député de la première circonscription de la Polynésie française de 2022 à 2024 ; alors âgé de 21 ans, 8 mois et 7 jours, il détient depuis lors le record du plus jeune député jamais élu en France.

## Biographie

### Enfance, vie familiale et formation
Tematai Le Gayic est né à Papeete. Son prénom signifie « le vent » : te mata'i en tahitien,. Son père est agent territorial tandis que sa mère est artisane, les deux parents étant élus au conseil municipal de Papara. Sa grand-mère, Tuianu Le Gayic, fut maire de cette commune, devenant la première femme à obtenir un tel poste dans l'histoire de la Polynésie française.
Il grandit à Tubuai (îles Australes) jusqu'à l'âge de 10 ans. Le cyclone Oli, en 2010, détruit la maison de la famille, qui retourne s’installer dans la commune familiale sur l’île de Tahiti à Papara. Issu d'une famille chrétienne, il est lui-même protestant pratiquant.
En 2021, il est diplômé d'une double licence histoire et sciences politiques à l'université Paris 8 Vincennes-Saint-Denis. La même année, il est admis en master d'études politiques à l'École des hautes études en sciences sociales.

### Parcours politique
Il grandit dans une famille plutôt proche des revendications autonomistes de Gaston Flosse, avant de commencer à militer pour l'indépendance de la Polynésie française à l'âge de 19 ans, devenant à cette occasion un proche du leader indépendantiste Oscar Temaru.
Outre ses convictions indépendantistes, Tematai Le Gayic s'engage aussi dans le mouvement étudiant touchant spécifiquement la jeunesse polynésienne. Durant ses études en métropole, il préside l'Association des étudiants de Polynésie française ainsi que la Fédération des Associations des étudiants de Polynésie française.
Lors des élections législatives de 2022 en Polynésie française, il est le candidat du Tavini dans la première circonscription, sous l'investiture du Tavini huiraatira et le soutien de la Nouvelle Union populaire écologique et sociale. À l'issue du premier tour, il arrive derrière la candidate du Tapura huiraatira Nicole Bouteau avec 20,10 % en sa faveur. Il remporte l'élection au second tour avec 50,88 % des suffrages exprimés et devient, à 21 ans, 8 mois et 7 jours, le plus jeune député de cette législature et même de l'histoire de la France, détenant encore aujourd'hui le record absolu,.
Comme ses deux collègues polynésiens, Moetai Brotherson et Steve Chailloux, il intègre le groupe parlementaire de la Gauche démocrate et républicaine. Fin juin, ils se présentent à l’Assemblée nationale en pareu (paréo), une tenue traditionnelle polynésienne, ce qui leur vaut critiques et moqueries de l’extrême droite.
En tant que député, il fait partie du groupe d'amitié parlementaire France-Australie.
Tematai Le Gayic est candidat avec son parti le Tavini huiraatira pour les élections territoriales d'avril 2023, afin d'être élu représentant à l'Assemblée de la Polynésie française. À l'issue du second tour, il est élu représentant pour la 1re section des Îles du Vent. Il devient le plus jeune représentant élu à l’Assemblée de Polynésie française.
En juin 2024, à la suite de la dissolution de l'Assemblée nationale, il est candidat à sa réélection sous la bannière du Tavini huiraatira et du Nouveau Front populaire. Avec 36,30%, il est battu dès le premier tour par Moerani Frebault (Renaissance), élu avec environ 54% des voix.

## Prises de position

### Indépendantisme et institutions de la Polynésie française
Le 2 juillet 2022, à l'occasion d'une interview accordée au journaliste Guillaume Daret sur France 2, à la question du journaliste si l’indépendance c’est souhaiter que la Polynésie quitte la France, Tematai Le Gayic rectifie que l’indépendance signifie que « la République quitte la Polynésie française »car la Polynésie est un pays colonisé par la France.
Il souhaite l'instauration d'une « citoyenneté maohi » au sein du territoire, qui offrirait une reconnaissance officielle de l’identité du peuple vivant en Polynésie française. Cette mesure permettrait, selon lui, de mettre en oeuvres des politiques de discriminations positives pour le peuple colonisé comme la protection de l’emploi et l’acquisition immobilière pour les locaux. Dans le cadre du processus de décolonisation de la Polynésie, il est favorable à l’instauration d’un corps électoral gelé à l'image de ce qui a été réalisé en Nouvelle-Calédonieafin de limiter la participation à ce scrutin de décolonisation aux personnes concernées.
Tematai Le Gayic est également favorable à une plus grande décentralisation des compétences au sein de la Polynésie française, suggérant de donner plus de compétences aux communes ou à de nouvelles entités propres à chaque archipel.

### Éducation
Tematai Le Gayic souhaite que les programmes imposés par le ministère français de l’Éducation nationale ne s’appliquent plus en Polynésie française. Il souhaite que la Polynésie, compétence en matière d’éducation et pas en matière de délivrance des diplômes, adapte ses programmes scolaires aux réalités polynésiennes et de la région Océanie. Il soutient les écoles se rapprochant de modèles alternatifs comme la pédagogie Montessori.
Il est favorable à ce que la langue tahitiensoit la langue d’enseignement dans toutes les écoles de Polynésie française. Il est également favorable au multilinguisme dans l’apprentissage avec les langues française, anglaise, mandarine, au côté de la langue tahitienne.
Il souhaite également que les établissements scolaires présents dans les petites îles de l'archipel aient plus de moyens, ainsi que l'implantation de formations professionnelles adaptées à la situation économique polynésienne.
Dans son programme pour les élections législatives de 2022, il déclare souhaiter l'instauration d'un revenu d'autonomie de 120 000 francs Pacifique pour l'ensemble des étudiants polynésiens. Il souhaite notamment que les lycées et étudiants engagés dans les filières agricoles et aquacoles bénéficient d’un revenu d’autonomie afin de soutenir l’autonomie alimentaire de la Polynésie française.
Il souhaite également que la Polynésie Française obtienne des compétences en matière d'enseignement supérieur, ce qui permettrait selon lui d'implanter davantage de filières d'études jugées stratégiques.

### Questions environnementales et écologie
En décembre 2022, Tematai Le Gayic et les autres députés du Tavini huiraatira à l'Assemblée nationale Steve Chailloux et Moetai Brotherson rencontrent des représentants de la communauté amérindienne Kali’na originaire de Guyane, opposés à la construction de la centrale électrique Ouest Guyane. À cette occasion, Tematai Le Gayic et ses collègues polynésiens affirment leur opposition au projet, du fait qu'il détruirait une partie du territoire des Kali'na.
Il est favorable à l'instauration d'un moratoire sur l'exploitation des fonds marins, et vote en janvier 2023 en faveur d'une résolution de l'Assemblée nationale incitant le gouvernement à défendre un projet de moratoire international à ce sujet.